# Willis C. Hoover Kirk
Willis Collins Hoover Kirk (Freeport, Illinois, 20 de julio[cita requerida] de 1858 - Valparaíso, Chile, 27 de mayo de 1936)[cita requerida] fue un misionero y pastor metodista estadounidense, fundador de la Iglesia Metodista Pentecostal en el año 1909 y de la Iglesia Evangélica Pentecostal en el año 1932.

## Familia y estudios
Fue uno de los siete hijos de Daniel Hoover y Rebecca Kirk, miembros de la Iglesia Metodista Episcopal.
Estudió en la Universidad de Chicago, graduándose de médico en 1884. Se casó a los 29 años con Mary Ann Hilton.
Inspirado por la labor misionera del escocés David Livingstone en África, se ofreció como misionero del obispo metodista William Taylor.[cita requerida]

## Actividad misionera en Chile
En 1889 fue enviado a Chile, adonde viajó con su esposa para trabajar como rector en Iquique, específicamente en el colegio inglés Iquique English College, dependiente de la Iglesia Metodista Episcopal. Más tarde fue nombrado pastor de la Iglesia Metodista Episcopal de Iquique. Bajo su dirección, se construyó tanto el colegio como el templo en Iquique.
El protestantismo en Chile, en el tiempo en que llegó Hoover no llegaba más allá del 1% y la mayoría de quienes lo profesaban eran extranjeros que traían sus Iglesias.
En 1902 fue trasladado a la Iglesia Metodista Episcopal de Valparaíso, en reemplazó del pastor Eduard E. Wilson, quien se tomó unas vacaciones en Estados Unidos.
El terremoto de 1906 destruyó el Templo, y la congregación se reúne en una carpa. Por otra parte, en 1909 se inaugura el nuevo Templo en calle Olivar, hoy Simón Bolívar. Lugar donde la Iglesia vivió el gran avivamiento pentecostal. Luego de este hecho, los miembros bautizados por el Espíritu Santo salieron a predicar a las calles, siendo detenidos por la policía, debido a la entonces ausencia de libertad de culto. Ya que en ese año se dieron en la congregación diversas manifestaciones y expresiones espirituales como el hablar en lenguas, pero por sobre todo conversiones. 
Los dirigentes de la Iglesia Metodista Episcopal no estaban de acuerdo con estas manifestaciones, por lo que Hoover decidió renunciar a ella y crear la Iglesia Metodista Pentecostal en Chile, el 1 de mayo de 1910. Hoover declaró que no se separaba del metodismo ni de las enseñanzas de John Wesley. La congregación que salió, un total de 36 hermanos, se constituyó en dos Iglesias; la primera iglesia metodista nacional y la segunda iglesia metodista nacional, más tarde se llamarían la iglesia metodista pentecostal. Siendo Pastor y Superintendente Valparaíso, se construyó dos templos centrales en dicha ciudad, el primero ubicado en la calle Retamo (año 1919) y el segundo en la calle Santa Inés del Cerro Larraín (1928). Ambos edificados con aportes económicos de su familia, la cual procedía de los Estados Unidos.
Un cisma se produjo en la iglesia Metodista Pentecostal, en el año de 1933, continuando la iglesia Metodista Pentecostal a cargo del pastor Manuel umaña Salinas, y naciendo una nueva iglesia llamada la Iglesia Evangélica Pentecostal (IEP), a cargo del pastor Víctor pavez. Ese mismo año, el 24 de abril de 1933 un grupo de pastores y congregaciones declararon a Willis C. Hoover como Superintendente y al pastor Víctor Pavez como su ayudante,  estableciéndose como Iglesia Evangélica Pentecostal. Posteriormente obtendrían su personalidad jurídica de derecho privado N° 2424, el 19 de junio de 1940. 
Willis Hoover, un hombre incansable en la búsqueda de Dios, fiel ministro de Jesucristo, falleció la madrugada del 27 de mayo de 1936. Sus restos fueron sepultados en el Cementerio de Valparaíso.[cita requerida]